# Vlastimir Pavlović Carevac
Vlastimir Pavlović Carevac, (né le 9 octobre 1895 à Carevac et décédé le 10 janvier 1965 à Belgrade) est un violoniste et chef d'orchestre serbe, fondateur et directeur de l'Orchestre national de la Radio de Belgrade.
Durant la Seconde Guerre mondiale, il a été déporté au camp de concentration de Banjica, puis au camp de concentration de Dachau.